# Azerbeidzjan op de Olympische Winterspelen 2018
Azerbeidzjan was een van de deelnemende landen aan de Olympische Winterspelen 2018 in Pyeongchang, Zuid-Korea.
Bij de zesde opeenvolgende deelname van het land aan de Winterspelen werd voor de vierde keer deelgenomen in de olympische sportdiscipline alpineskiën. De enige deelnemer, Patrick Brachner en vlaggendrager bij de openingsceremonie, kwam uit op een onderdeel.

## Deelnemers en resultaten
(m) = mannen 

### Alpineskiën
| Olympiër         | Onderdeel  | Resultaat | Prestatie             |
| ---------------- | ---------- | --------- | --------------------- |
| Patrick Brachner | slalom (m) | DNF-1     | run 1: niet gefinisht |